# Вимблдон 2014.
Вимблдон 2014 се играо на отвореним теренима на трави у Вимблдону, у Лондону, у Уједињеном Краљевству од понедељка, 23. јуна до недеље, 6. јула 2014. Био је то 128. одиграни турнир у Вимблдону, и трећи Гренд слем турнир у 2014. години.

## Такмичарске конкуренције

### Мушкарци појединачно
Новак Ђоковић је победио  Роџера Федерера, 6–7(7), 6–4, 7–6(4), 5–7, 6–4
- Ово је Ђоковићу била седма Гренд слем титула и четврта у 2014-ој години и 45 у каријери.

### Жене појединачно
Петра Квитова је победила  Ежени Бушар, 6–3, 6–0

## Расподела бодова
| Пласман                  | Мушкарци појединачно | Мушки парови | Жене појединачно | Женски парови |
| ------------------------ | -------------------- | ------------ | ---------------- | ------------- |
| Победа                   | 2000                 | 2000         | 2000             | 2000          |
| Финале                   | 1200                 | 1200         | 1400             | 1400          |
| Полуфинале               | 720                  | 720          | 900              | 900           |
| Четвртфинале             | 360                  | 360          | 500              | 500           |
| Осмина финала            | 180                  | 180          | 280              | 280           |
| Треће коло               | 90                   | 90           | 160              | 160           |
| Друго коло               | 45                   | 0            | 100              | 5             |
| Прво коло                | 10                   | –            | 5                | –             |
| Квалификант              | 25                   | –            | 60               | –             |
| Треће коло квалификација | 16                   | –            | 50               | –             |
| Друго коло квалификација | 8                    | –            | 40               | –             |
| Прво коло квалификација  | 0                    | –            | 2                | –             |

## Новчане награде
| - Победа: 1.100.000£ - Финале: 550.000£ - Полуфинале: 275.000£ - Четвртфинале: 137.500£ - Осмина финала: 68.750£ - Треће коло: 34.375£ - Друго коло: 20.125£ - Прво коло: 11.500£ | - Победа: 250.000£ - Финале: 125.000£ - Полуфинале: 62.500£ - Четвртфинале: 31.250£ - Осмина финала: 16.000£ - Друго коло: 9.000£ - Прво коло: 5.250£ | - Победа: 92.000£ - Финале: 46.000£ - Полуфинале: 23.000£ - Четвртфинале: 10.500£ - Осмина финала: 5.200£ - Друго коло: 2.600£ - Прво коло: 1.300£ |